# Landesregierung Niederl II
Die Landesregierung Niederl II wurde nach der Landtagswahl in der Steiermark 1974 am 12. November 1974 vom Steiermärkischen Landtag gewählt. Die Landesregierung von Friedrich Niederl bestand bis zu seiner Wiederwahl am 15. November 1978. Gemäß Proporzsystem wurden neben den fünf ÖVP-Mandaten vier SPÖ-Mandate vergeben.

## Regierungsmitglieder
| Amt                            | Name                 | Partei | Ressorts |
| ------------------------------ | -------------------- | ------ | -------- |
| Landeshauptmann                | Friedrich Niederl    | ÖVP    |          |
| Landeshauptmann-Stellvertreter | Adalbert Sebastian   | SPÖ    |          |
| Landeshauptmann-Stellvertreter | Franz Wegart         | ÖVP    |          |
| Landesrat                      | Kurt Jungwirth       | ÖVP    |          |
| Landesrat                      | Anton Peltzmann      | ÖVP    |          |
| Landesrat                      | Christoph Klauser    | SPÖ    |          |
| Landesrat                      | Hannes Bammer        | SPÖ    |          |
| Landesrat                      | Josef Gruber         | SPÖ    |          |
| Landesrat                      | Josef Krainer junior | ÖVP    |          |